# 胞苷
胞苷（英語：Cytidine）屬於核苷的其中一種，是由胞嘧啶與核糖（呋喃核糖）環連接而成，兩者之間由β-N1-配糖鍵相連。